# Théâtre Mossovet
Le théâtre Mossoviet est un des plus vieux théâtres de Moscou. Fondé en 1923, il se situe à Bolshaya Sadovaya, 16.

## Histoire
Le théâtre Mossoviet fut fondé en 1923 par S.I. Prokofiev. De 1925 à 1940, il fut dirigé par E.O. Lioubimov-Lanskoï, puis, de 1940 à 1977, par Iouri Zavadski.
En 1959, il succéda au vieux théâtre d'hiver au sein du jardin de l'Aquarium.

## Galerie

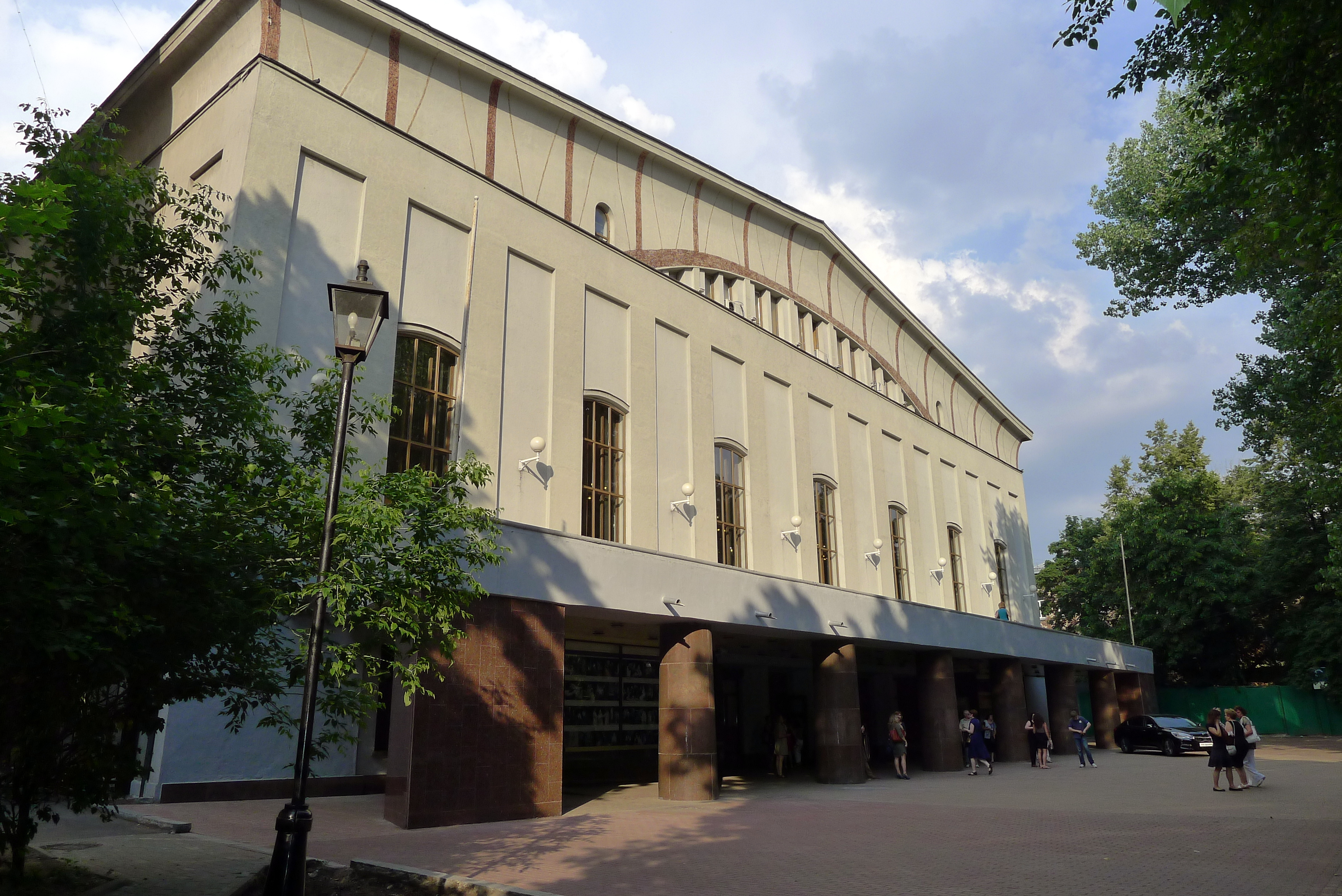
Vue de l'extérieur
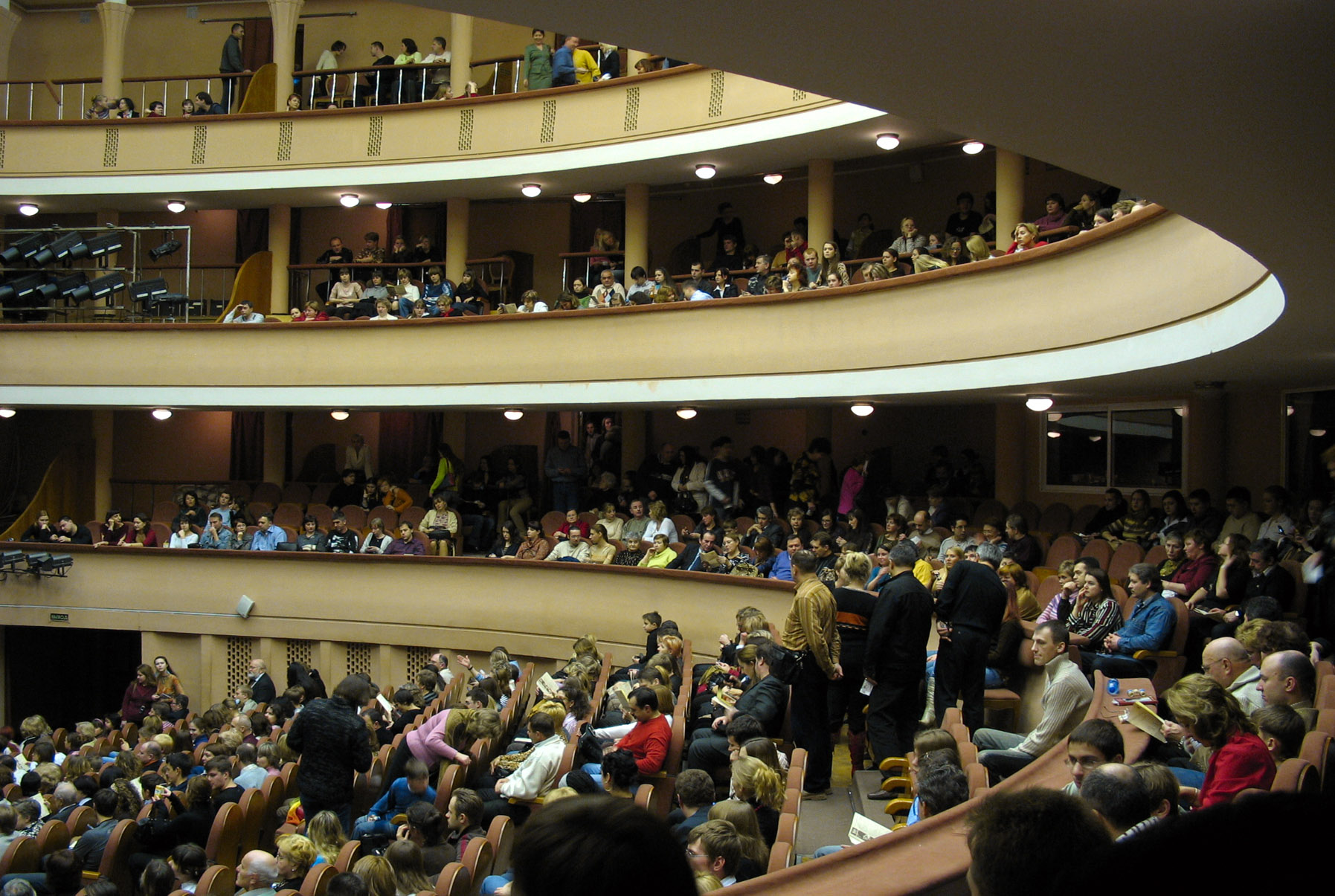
La salle en 2007
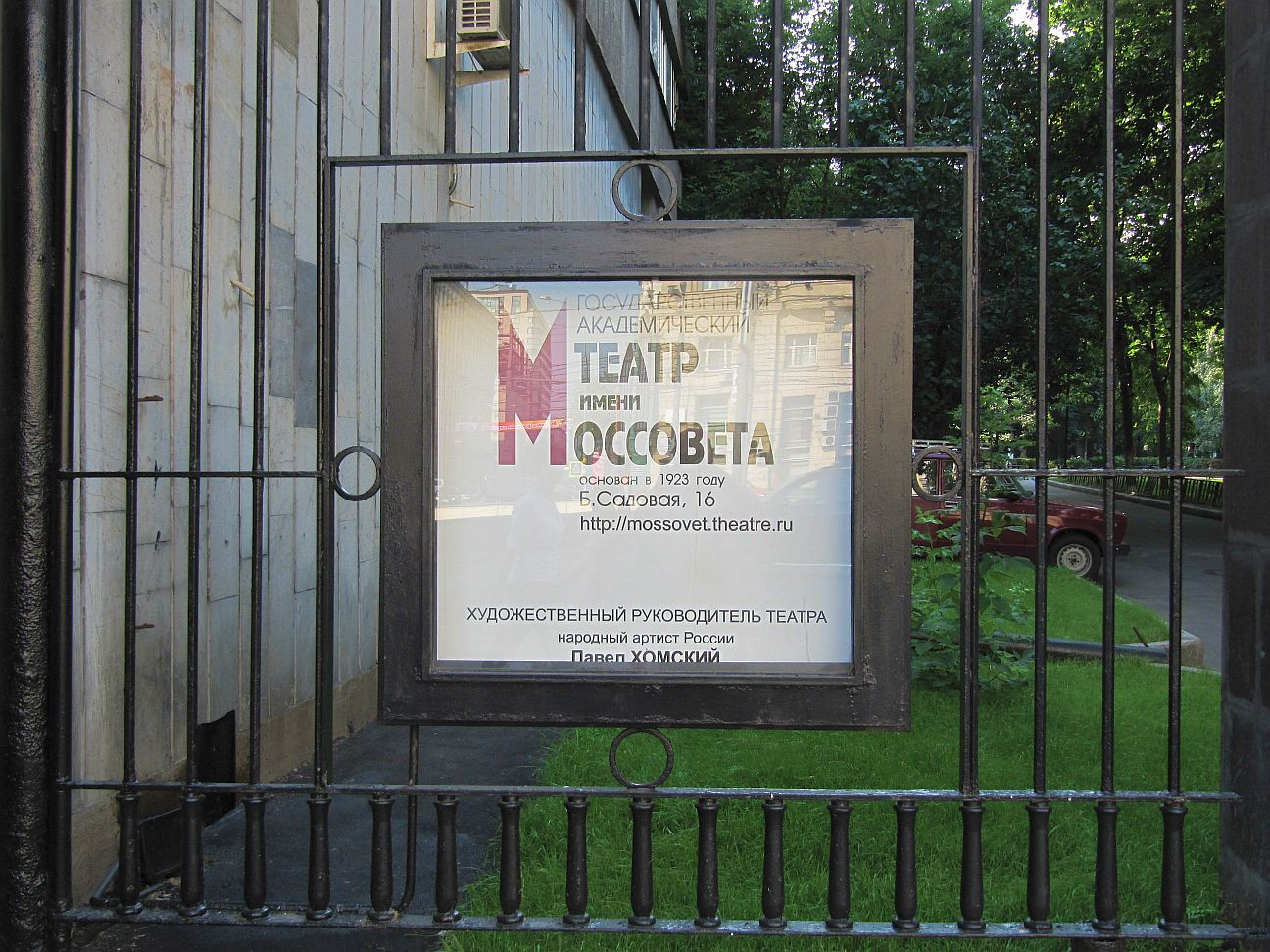
Affiche à l'entrée du théâtre
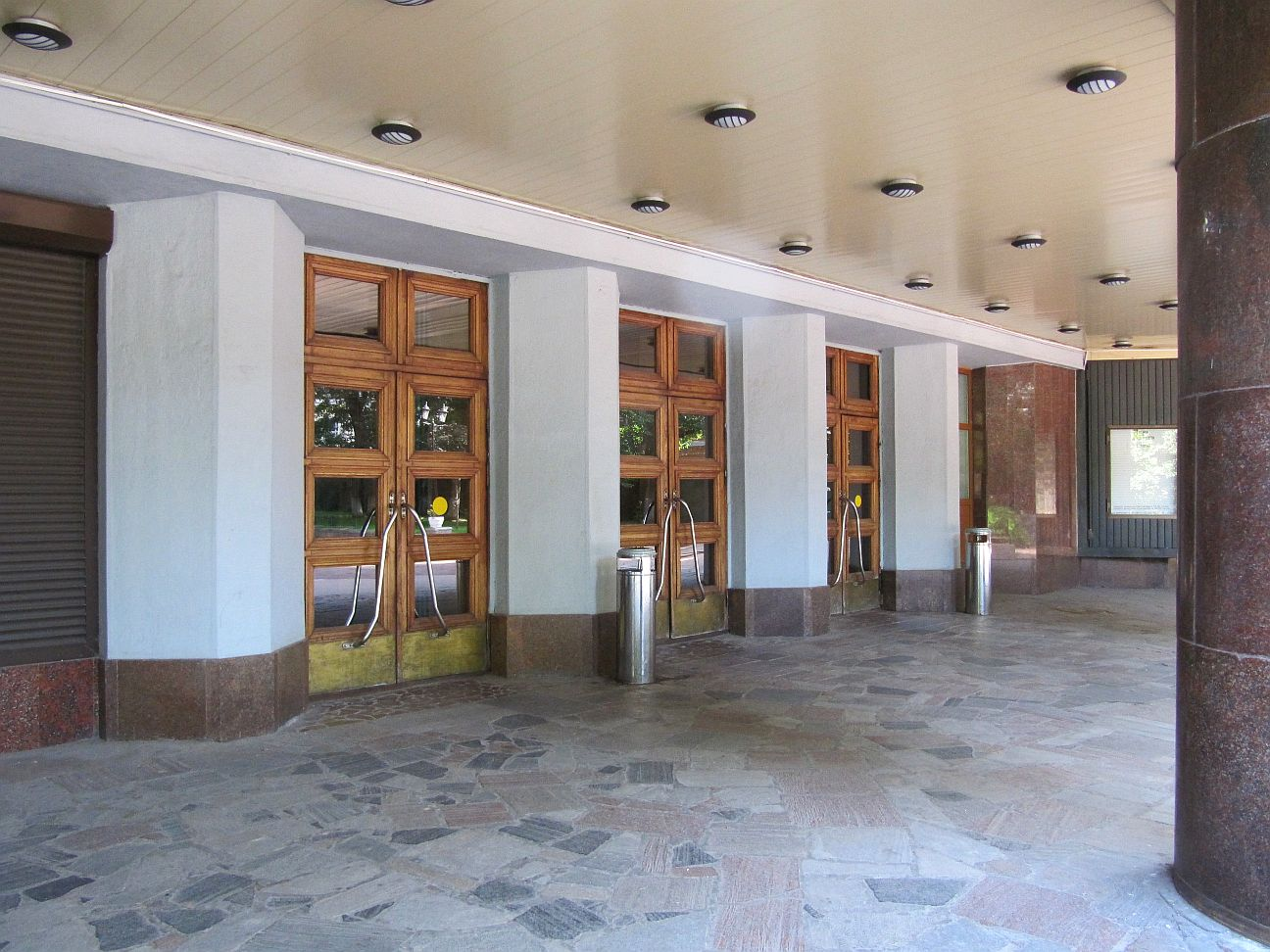
Le foyer

## Acteurs y ayant joué
- Mikhaïl Kozakov
- Iouri Guéorguiévitch Koutsenko
- Vera Maretskaïa
- Lioubov Orlova
- Faïna Ranevskaïa
- Margarita Terekhova